# Ebro, de la cuna a la batalla
Ebro, de la cuna a la batalla (en catalán Ebre, del bressol a la batalla) es una película para la televisión catalana dirigida por Roman Parrado y estrenada en 2016 en el Festival de Cine de Málaga y en TV3. La película fue galardonada con el premio Gaudí a la mejor película por televisión ese mismo año.

## Argumento
Durante la guerra civil española, un grupo de jóvenes de entre 17 y 18 años tuvieron que ir a luchar al frente del Ebro a raíz de la movilización que ordenó el presidente Manuel Azaña. Fueron denominados la Leva del Biberón, un grupo de chicos que se vieron obligados a abandonar la inocencia para empuñar un arma y empezar a luchar. La historia se centra en cuatro jóvenes: Valentí Godall, un comunista que quiere entrar en combate; Pere Puig, un pastor que conocerá el amor durante el conflicto bélico; Jaume Comelles, un seminarista atemorizado por el odio que sienten los anticlericales por sus creencias religiosas; y Fermí Quintana, que se alista voluntariamente con la esperanza de encontrar a su hermano desaparecido. Los jóvenes son capitaneados por el mayor García, quien no perderá la esperanza de ganar la guerra. Mientras se desarrollan las batallas, el presidente de la República intenta conseguir la paz, mientras Juan Negrín, presidente del Gobierno, busca alargar la resistencia hasta que llegue la ayuda internacional.

## Producción
La película, coproducida por Set Màgic Audiovisual, Enciende TV, TV3 y Canal Sur Televisión y escrita por Eduard Sola, se basa en las memorias escritas por soldados que vivieron la contienda y en entrevistas con algunos de ellos. Ha sido producida por Agus Jiménez y Oriol Marcos, y la música compuesta por Pablo Cervantes.
Fue grabada en el lugar de los hechos, en las zonas donde sucedieron los combates más duros: varios municipios de las tierras del Ebro (Flix, Miravet, Gandesa, Villalba de los Arcos, Mora de Ebro y Corbera de Ebro), en la ciudad de Barcelona, en la Masía de Torrebonica y en la casa Alegre de Sagrera, en Tarrasa. El rodaje se hizo el julio de 2015 e intervinieron alrededor de 500 figurantes, entre los cuales había grupos de recreación histórica.

## Reparto
- Oriol Pla: Pere Puig
- Enric Auquer: Fermí Quintana
- Àlex Monner: Valentí Godall
- Roser Tapias: Carme
- Alfonso Sánchez: mayor García
- Artur Busquets: Martí Claret
- Emilio Palacios: Jaume Comelles
- Manuel Morón: Manuel Azaña
- Adolfo Fernández: Juan Negrín

## Premios
- 2016: Premios Gaudí - Mejor película para Televisión.[11]
- 2017: Premios del Cine Andaluz - Mejor Música.[12]